# Charles Journeycake
Charles Journeycake (né le 16 décembre 1817 et mort le 3 janvier 1894) était un chef amérindien chrétien du peuple des Lenapes. À partir de 1854, il s'est rendu 24 fois à Washington, D.C. pour défendre son peuple.